# Saligny, Yonne
Saligny este o comună în departamentul Yonne, Franța. În 2009 avea o populație de 664 de locuitori.
Saligny este o comună din centrul Franței, situată în departamentul Yonne, în regiunea Bourgogne.

## Evoluția populației
| An        | 1975 | 1982 | 1990 | 1999 | 2006 | 2009 |
| --------- | ---- | ---- | ---- | ---- | ---- | ---- |
| Populație | 358  | 504  | 544  | 584  | 656  | 664  |